# Finnerödja
Finnerödja is een plaats in de gemeente Laxå in het landschap Västergötland en de provincie Örebro län in Zweden. De plaats heeft 692 inwoners (2005) en een oppervlakte van 101 hectare.